# Mesquita de Ketchaoua

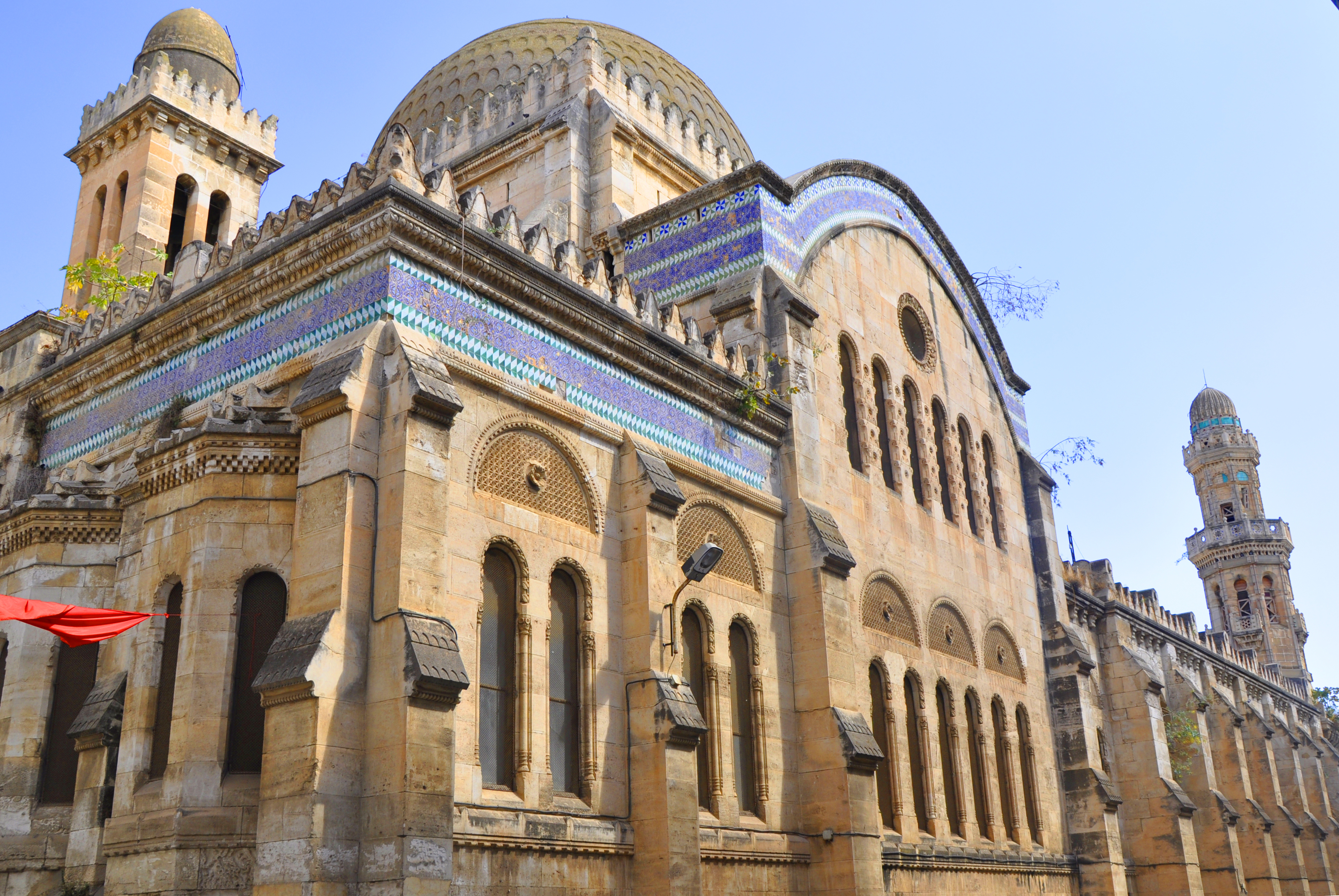
A mesquita de Ketchaoua

A Mesquita de Ketchaoua (em árabe: جامع كتشاوة, Djamaa Ketchaoua) é uma mesquita em Argel, a capital da Argélia. Está localizada ao pé da Casbah, que foi construído durante o domínio otomano no século 17, que é Património Mundial da UNESCO. A mesquita, que fica na primeira das escadarias íngremes do Casbah, foi logicamente e simbolicamente o cynosure da cidade pré-colonial de Argel. A mesquita é conhecida pela sua fusão única da arquitetura mourisca e bizantina.
A mesquita foi originalmente construída em 1612. Mais tarde, em 1845, foi convertida durante o domínio francês para a Catedral de São Philippe, que permaneceu até 1962. Foi reconvertido em uma mesquita em 1962. Apesar dessas transições em duas diferentes fés religiosas nos últimos quatro séculos, a mesquita manteve sua grandeza original e é uma das principais atracções de Argel.

## Geografia

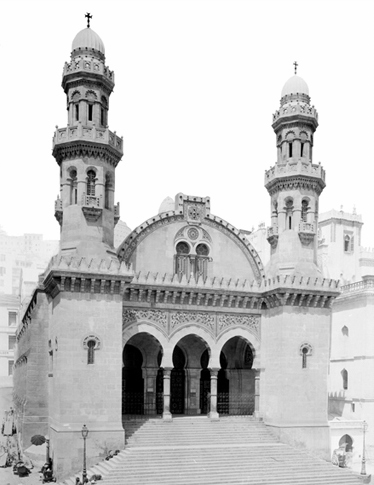
Catedral de St. Philippe, em 1905

A Mesquita de Ketchaoua está localizada na histórica Casbah, em Argel, que está localizada na parte norte da cidade. Está localizada a aproximadamente 250 metros a oeste da Grande Mesquita de Argel, perto do Palácio do Arcebispo de Argel e da Biblioteca Nacional da Argélia. A mesquita, construída durante o governo do Império Otomano, já esteve no centro da cidade. Sua localização estratégica, na primeira das escadas da Casbah, que levam aos cinco portões da cidade, no distrito aristocrático, é onde viviam os ricos e os famosos membros da família real da Regência Otomana, a proeminência política e outros magnatas dos negócios. Foi construída no local de um Icosium; um assentamento fenício existia no local da mesquita no passado.

## Arquitectura
A entrada principal da mesquita é através de um lance de 23 degraus. Na entrada, há um pórtico ornamentado, que é suportado por quatro colunas de mármore. Dentro da mesquita, existem arcadas construídas com colunas de mármore branco. A beleza das câmaras da mesquita, minaretes e tectos da mesquita são acentuados pelo distinto trabalho de gesso mourisco. A mesquita, que agora tem vista para a praça pública na Casbah, com o mar na frente, tem dois minaretes octogonais flanqueando a entrada, com design e decorações bizantinas e mourisas, apresentando uma visão graciosa. Muitas das colunas de mármore branco pertencem à mesquita original. Há um túmulo com os restos de San Geronimo, consagrado em uma das câmaras da mesquita.

## Restauração
Em 2009, o Departamento de Património da Argélia planeava realizar melhorias nos minaretes octogónios, a abóbada central principal e a escadaria adjacente dentro da mesquita. Estes foram planeados para serem concluídos ao longo de um período de 12 meses. Enquanto o minarete da Mesquita de Ketchaoua, que estava parcialmente à margem do colapso parcial, está agora em restauração, foram desenvolvidos planos para a implementação, em três etapas, incluindo a restauração da própria Casbah, em termos mais gerais. Este plano, lançado em Setembro de 2008, abrange a renovação de várias mesquitas na antiga Argel e a conversão de várias casas em bibliotecas com um custo inicial de 300 milhões de dinares argelinos.